# سوق الحدادين

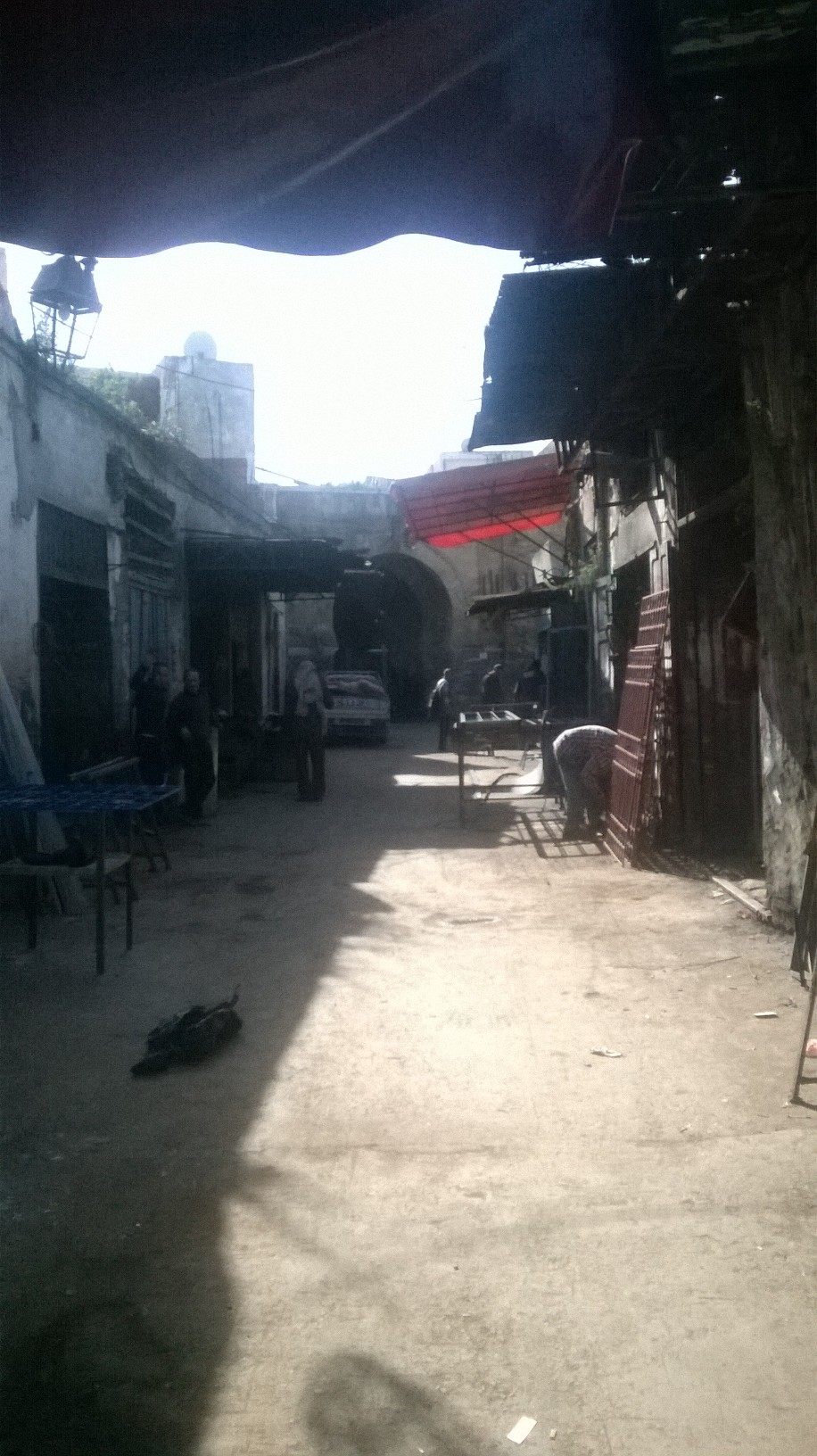
صورة لسوق الحدادين و باب الجديد (في خلفيّة الصورة)

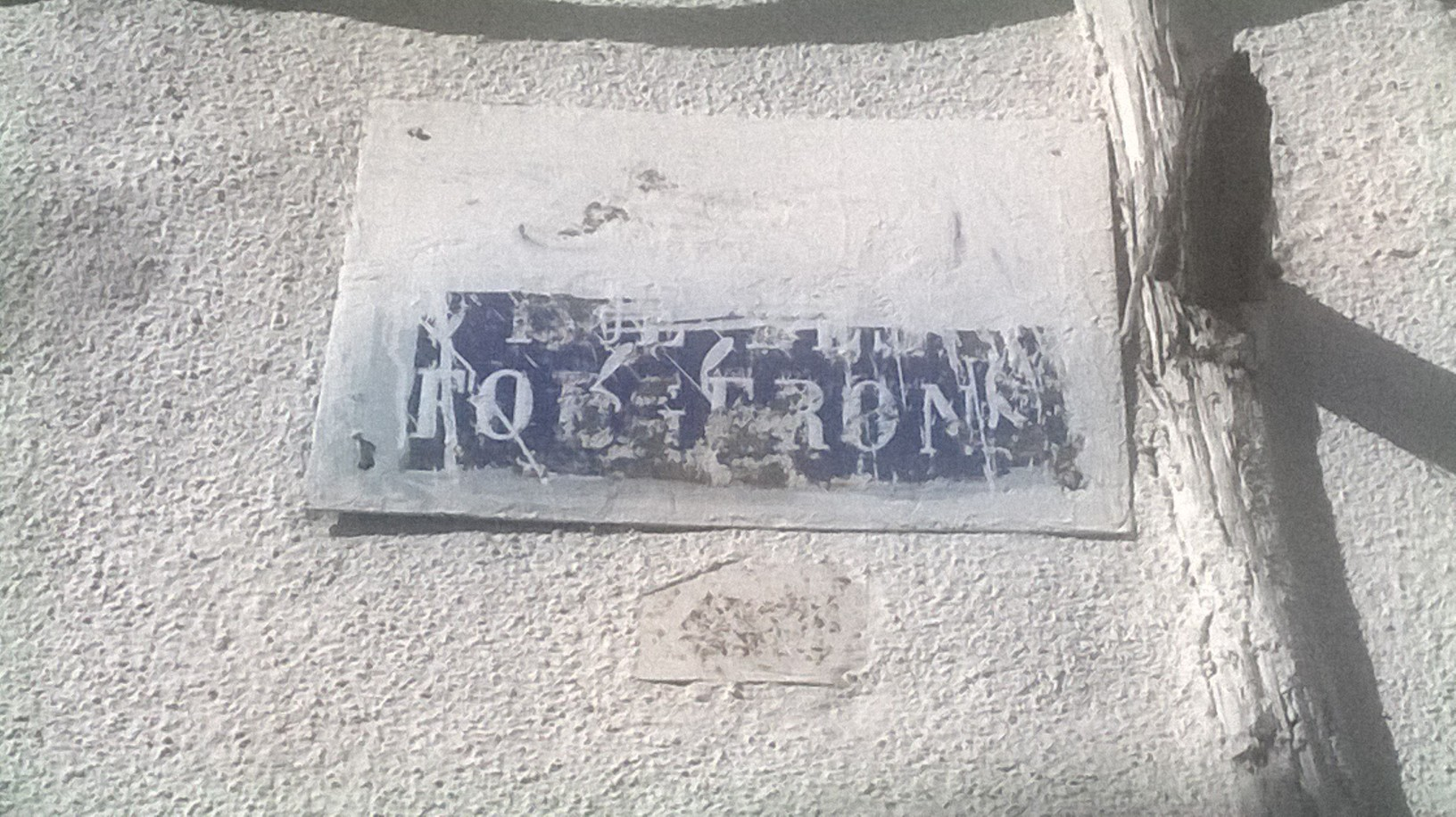
لوحة معدنية تشير إلى شارع الحدادين، مقر السوق

 سوق الحدادين هو واحد من أسواق مدينة تونس العتيقة، تخصص في الحدادة.

## الموقع
يقع السوق في شارع الحدادين في الضفة الجنوبية من المدينة العتيقة، و ذلك لأنه يأوي نشاطا ملوثا.

## التاريخ
تم انشائه في الفترة الحفصية (1128-1535)

## المعالم
هو قريب من باب الجديد، أحد أبواب مدينة تونس،الذي كان يسمونه الأوروبيون  «باب الحدادين» ''porte des Forgerons'' لأنه يؤدّي مباشرة إلى هذه السوق.

وتوجد فيه أيضا خلوة سيدي محرز التي تمّ ادراجها في قائمة المعالم المحميّة بأمر  جاء في مرسوم 16 نوفمبر 1928.

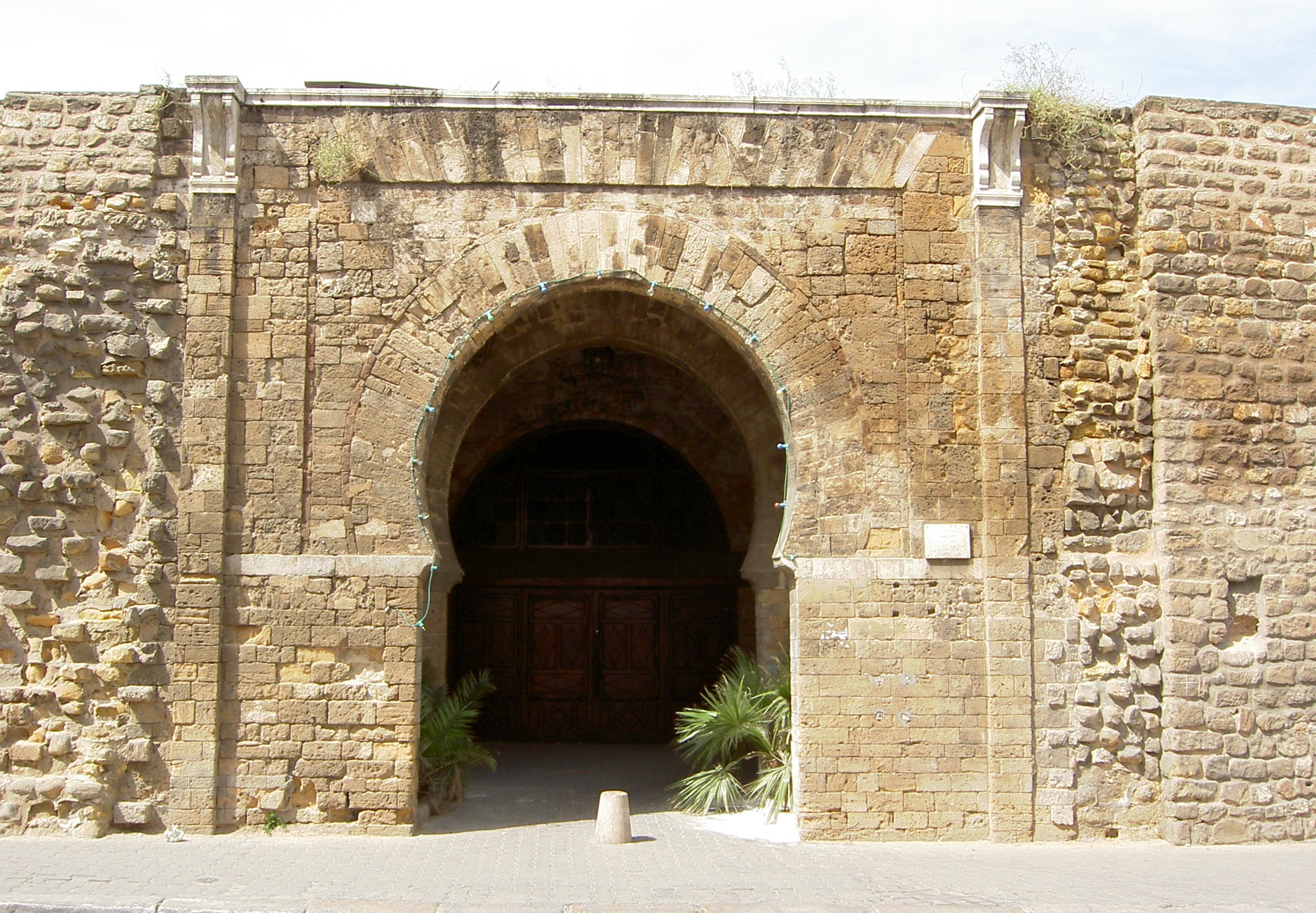
باب الجديد
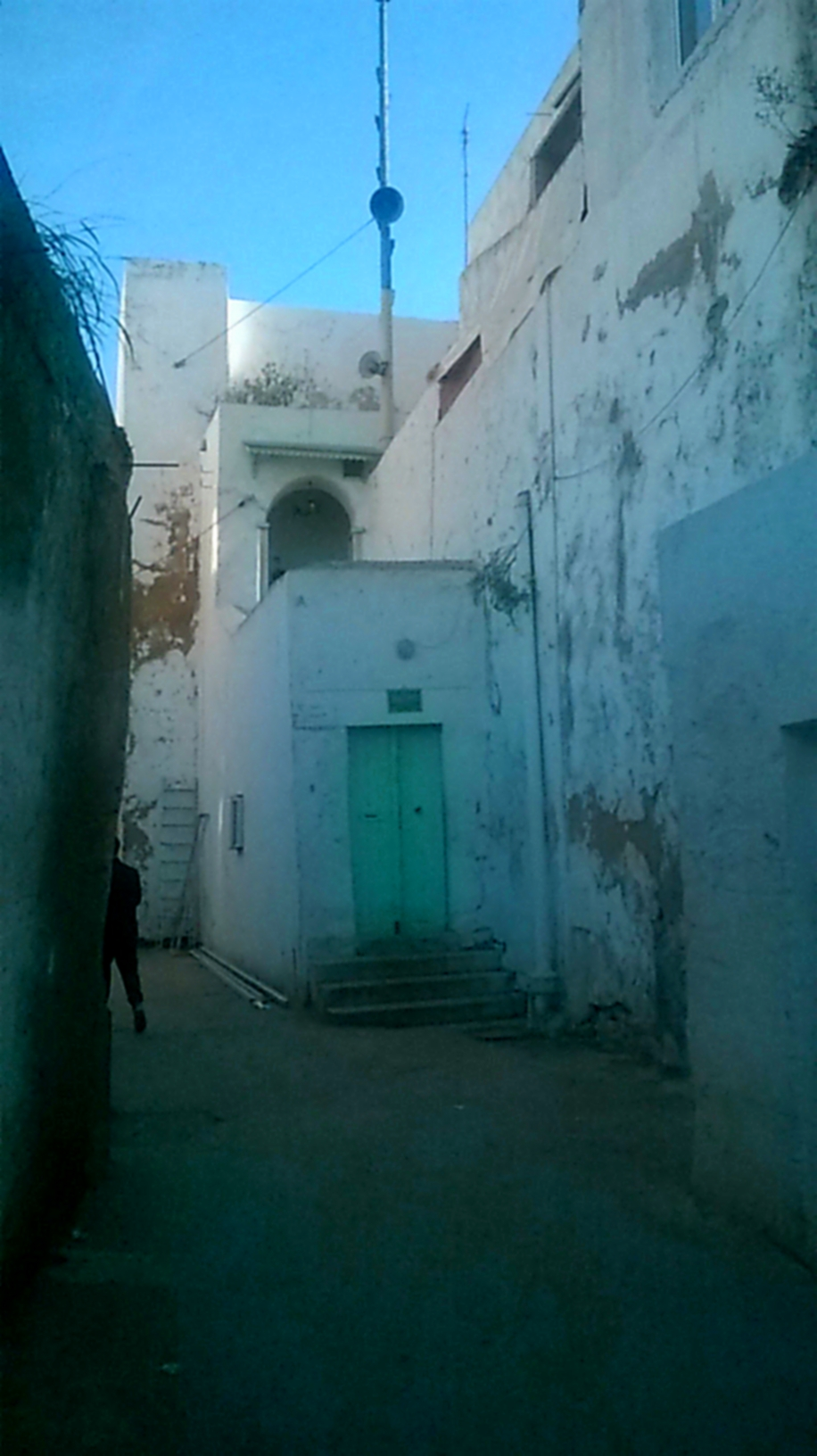
خلوة سيدي محرز بن خلف
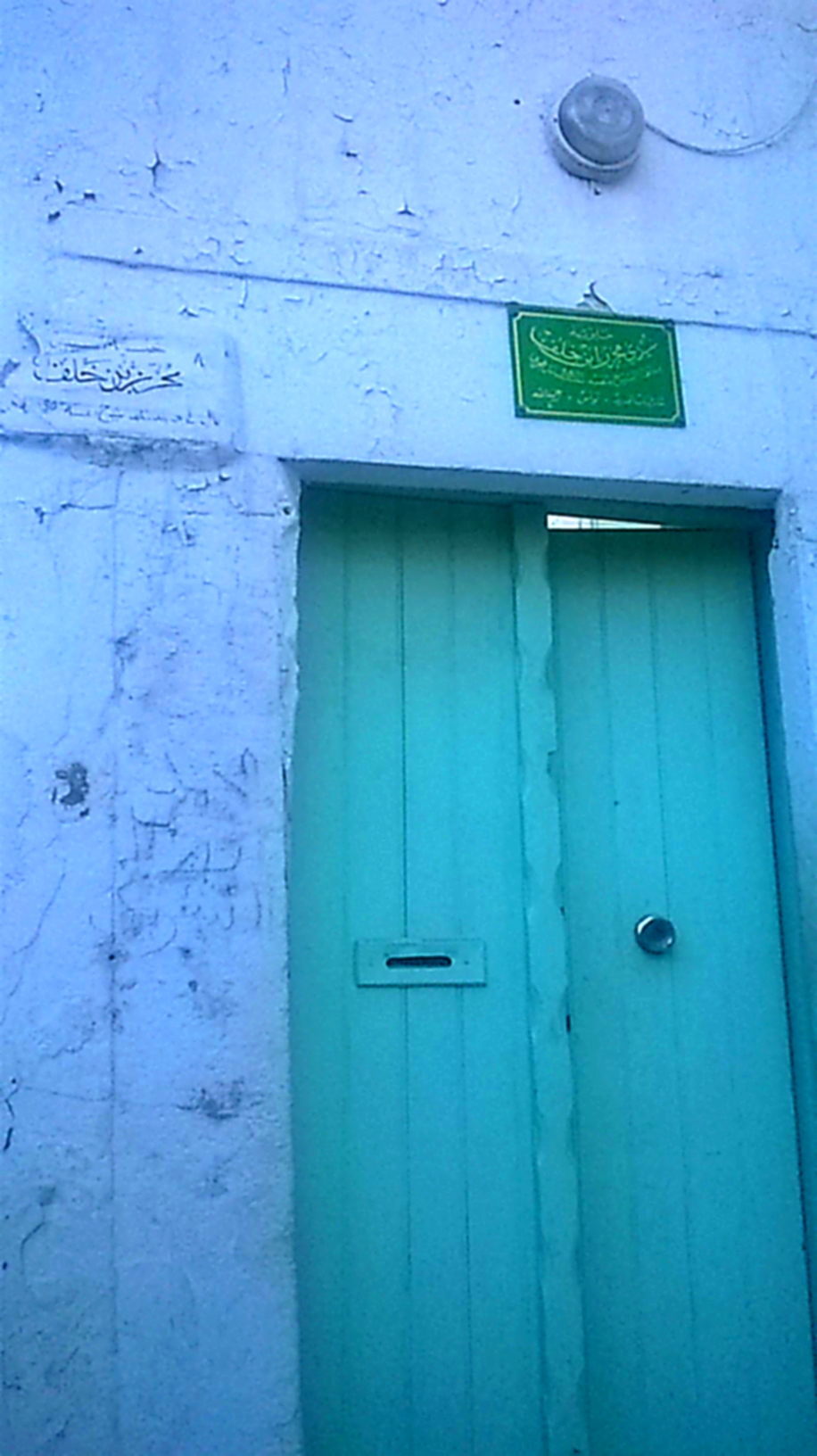
خلوة سيدي محرز بن خلف